# Council of International Fellowship
Das Council of International Fellowship (CIF) ist ein mittlerweile weltweiter Verein zum Austausch von Fachleuten aus den Bereichen Soziales im weitesten Sinne. 
Der Ursprung liegt 1954 als das US-Außenministerium Henry B. Ollendorff im Rahmen des Umerziehungs-Programms nach Deutschland sandte, um Kurse für Jugendleiter und Sozialarbeiter zu leiten. Das Jugendministerium in Bonn unterstützte ihn. 1956 vergab dieses zusammen mit der Fulbright-Kommission Reisestipendien an deutsche Teilnehmer für Studienaufenthalte in den USA. Das Programm wurde später auch auf andere Länder ausgedehnt. Das Cleveland International Program (ab 1965 Council of International Programs for Youth and Social Workers Federation) mit Sitz in Cleveland (Ohio) war geboren.
1958 lud die Bundesregierung erstmals amerikanische Sozialarbeiter nach Deutschland ein. 1960 wurde dann in Hamburg die Cleveland International Fellowship (CIF) gegründet, aus der später das Council of International Fellowship wurde. Registriert ist der Verein beim Amtsgericht Bonn.
Das Programm hat mittlerweile viele Tausend Stipendiaten zu Studienaufenthalten in viele Länder gebracht (Indien, USA, Türkei, westeuropäische Länder etc.). Es gibt eigenständige Vereine in einigen Dutzend Ländern. Alle zwei Jahre findet eine Weltkonferenz statt.